# Wade Baldwin
Wade Manson Baldwin IV (Belle Mead, 29 marzo 1996) è un cestista statunitense.

## Carriera

### NBA
Si rende eleggibile per il Draft NBA 2016, che si svolge al Barclays Center di Brooklyn il 23 giugno, durante il quale è stato scelto con la 17ª scelta assoluta dai Memphis Grizzlies.
Nel febbraio 2019 ha vissuto una trade deadline molto movimentata: il 3 febbraio i Portland Trail Blazers lo hanno ceduto ai Cleveland Cavaliers. Tre giorni più tardi viene ceduto prima agli Houston Rockets che dopo poche ore lo hanno ceduto agli Indiana Pacers che lo tagliano 8 minuti dopo avere ufficializzato il suo arrivo. Tuttavia al contrario di Stauskas non ha trovato squadra rimanendo free agent.

### Europa
Dopo avere giocato un anno all'Olympiakos, il 27 luglio 2020 si accasa al Bayern Monaco.

## Statistiche

### NCAA
| Anno      | Squadra          | PG | PT | MP   | TC%  | 3P%  | TL%  | RP  | AP  | PRP | SP  | PP   |
| --------- | ---------------- | -- | -- | ---- | ---- | ---- | ---- | --- | --- | --- | --- | ---- |
| 2014-2015 | Vand. Commodores | 35 | 24 | 28,8 | 43,9 | 43,9 | 80,2 | 4,1 | 4,4 | 1,4 | 0,1 | 9,4  |
| 2015-2016 | Vand. Commodores | 33 | 30 | 30,4 | 42,7 | 40,6 | 79,9 | 4,0 | 5,2 | 1,2 | 0,3 | 14,1 |
| Carriera  | Carriera         | 68 | 54 | 29,6 | 43,2 | 42,2 | 80,0 | 4,1 | 4,8 | 1,3 | 0,2 | 11,7 |

#### Massimi in carriera
- Massimo di punti: 25 vs Tennessee (20 gennaio 2016)[4]
- Massimo di rimbalzi: 10 vs South Dakota State (20 marzo 2015)
- Massimo di assist: 10 (3 volte)
- Massimo di palle rubate: 4 (2 volte)
- Massimo di stoppate: 2 vs Florida (23 febbraio 2016)
- Massimo di minuti giocati: 44 vs Tennessee (11 febbraio 2015)

### NBA

#### Regular season
| Anno      | Squadra             | PG | PT | MP   | TC%  | 3P%  | TL%  | RP  | AP  | PRP | SP  | PP  |
| --------- | ------------------- | -- | -- | ---- | ---- | ---- | ---- | --- | --- | --- | --- | --- |
| 2016-2017 | Memphis Grizzlies   | 33 | 1  | 12,3 | 31,3 | 13,6 | 83,8 | 1,4 | 1,8 | 0,5 | 0,2 | 3,2 |
| 2017-2018 | Portland T. Blazers | 7  | 0  | 11,4 | 66,7 | 80,0 | 60,0 | 1,1 | 0,7 | 0,3 | 0,1 | 5,4 |
| 2018-2019 | Portland T. Blazers | 16 | 0  | 5,9  | 30,3 | 22,2 | 72,7 | 0,9 | 0,8 | 0,1 | 0,1 | 1,9 |
| Carriera  | Carriera            | 56 | 1  | 10,3 | 35,5 | 25,0 | 77,6 | 1,2 | 1,4 | 0,4 | 0,2 | 3,1 |

#### Play-off
| Anno     | Squadra             | PG | PT | MP  | TC%  | 3P% | TL%  | RP  | AP  | PRP | SP  | PP  |
| -------- | ------------------- | -- | -- | --- | ---- | --- | ---- | --- | --- | --- | --- | --- |
| 2017     | Memphis Grizzlies   | 3  | 0  | 4,0 | 0,0  | -   | 100  | 1,3 | 0,7 | 0,0 | 0,0 | 0,7 |
| 2018     | Portland T. Blazers | 4  | 0  | 4,8 | 25,0 | 100 | 50,0 | 0,8 | 0,8 | 0,3 | 0,3 | 1,0 |
| Carriera | Carriera            | 7  | 0  | 4,4 | 20,0 | 100 | 75,0 | 1,0 | 0,7 | 0,1 | 0,1 | 0,9 |

#### Massimi in carriera
- Massimo di punti: 15 vs Memphis Grizzlies (28 marzo 2018)[5]
- Massimo di rimbalzi: 7 vs San Antonio Spurs (4 aprile 2017)
- Massimo di assist: 9 vs Los Angeles Lakers (3 dicembre 2016)
- Massimo di palle rubate: 3 (3 volte)
- Massimo di stoppate: 3 vs Minnesota Timberwolves (26 ottobre 2016)
- Massimo di minuti giocati: 32 vs Houston Rockets (5 aprile 2018)

### G League
| Anno      | Squadra       | PG | PT | MP   | TC%  | 3P%  | TL%  | RP  | AP  | PRP | SP  | PP   |
| --------- | ------------- | -- | -- | ---- | ---- | ---- | ---- | --- | --- | --- | --- | ---- |
| 2016-2017 | Iowa Energy   | 33 | 22 | 28,2 | 43,3 | 31,1 | 74,8 | 4,3 | 5,3 | 1,3 | 0,4 | 12,9 |
| 2017-2018 | Texas Legends | 17 | 16 | 33,7 | 42,2 | 23,9 | 79,8 | 4,5 | 4,9 | 2,2 | 0,5 | 18,2 |
| 2018-2019 | Texas Legends | 6  | 5  | 32,9 | 45,5 | 27,8 | 78,4 | 5,0 | 4,0 | 2,5 | 0,5 | 22,7 |
| 2018-2019 | Raptors 905   | 8  | 8  | 31,6 | 48,3 | 39,5 | 72,0 | 5,6 | 4,3 | 1,4 | 0,3 | 21,6 |
| Carriera  | Carriera      | 64 | 51 | 30,6 | 44,1 | 29,9 | 76,6 | 4,6 | 4,9 | 1,7 | 0,4 | 16,3 |

### Eurolega
| Anno       | Squadra          | PG  | PT  | MP   | TC%  | 3P%  | TL%  | RP  | AP  | PRP | SP  | PP   |
| ---------- | ---------------- | --- | --- | ---- | ---- | ---- | ---- | --- | --- | --- | --- | ---- |
| 2019-2020  | Olympiakos       | 24  | 9   | 16,8 | 42,2 | 26,7 | 63,3 | 1,8 | 1,8 | 0,5 | 0,0 | 5,5  |
| 2020-2021  | Bayern Monaco    | 39  | 38  | 27,3 | 43,7 | 28,5 | 76,1 | 3,0 | 4,0 | 1,1 | 0,3 | 15,3 |
| 2021-2022  | Saski Baskonia   | 30  | 25  | 28,1 | 46,0 | 34,0 | 81,2 | 3,6 | 4,4 | 1,1 | 0,2 | 14,1 |
| 2022-2023  | Maccabi Tel Aviv | 34  | 33  | 28,1 | 43,8 | 32,7 | 82,1 | 3,8 | 5,1 | 0,9 | 0,3 | 17,2 |
| 2023-2024  | Maccabi Tel Aviv | 30  | 30  | 27,6 | 45,6 | 39,1 | 84,8 | 2,5 | 4,9 | 1,0 | 0,2 | 17,4 |
| 2024-2025† | Fenerbahçe       | 27  | 13  | 24,2 | 42,2 | 30,9 | 79,7 | 2,7 | 3,7 | 0,9 | 0,1 | 11,1 |
| Carriera   | Carriera         | 184 | 148 | 25,8 | 44,2 | 32,6 | 79,7 | 3,0 | 4,1 | 0,9 | 0,2 | 13,9 |

## Palmarès

### Squadra
- Campionato israeliano: 2

Maccabi Tel Aviv: 2022-2023, 2023-2024
- Campionato turco: 1

Fenerbahçe: 2024-2025
- Coppa di Germania: 1

Bayern Monaco: 2020-2021
- Coppa di Turchia: 1

Fenerbahçe: 2025
- Coppa di Lega israeliana: 1

Maccabi Tel Aviv: 2022
- Eurolega: 1

Fenerbahçe: 2024-2025

### Individuale
- All-Euroleague Second Team: 2

Maccabi Tel Aviv: 2022-2023, 2023-24
- Ligat ha'Al MVP finali: 1

Maccabi Tel Aviv: 2022-2023